# Dagoberto Fontes
Dagoberto Fontes (Maldonado, 1943. május 5. – 2024. május 4.) válogatott uruguayi labdarúgó.

## Pályafutása

### A válogatottban
1968 és 1970 között 13 alkalommal szerepelt az uruguayi válogatottban. Részt vett az 1970-es világbajnokságon.